# Saison 2 de This Is Us
Chronologie
Saison 1 Saison 3
Cet article présente le guide des épisodes de la deuxième saison de la série télévisée américaine This Is Us.

## Généralités
- Aux États-Unis, la saison a été diffusée du 26 septembre 2017 au 13 mars 2018 sur le réseau NBC.
- Au Canada anglophone, la saison a été diffusée en simultané sur le réseau CTV.
- Un épisode a été diffusé immédiatement après le Super Bowl LII.

## Distribution

### Acteurs principaux
Adultes
- Milo Ventimiglia (VF : Rémi Bichet) : Jack Pearson
- Mandy Moore (VF : Aurore Bonjour) : Rebecca Pearson
- Sterling K. Brown (VF : Eilias Changuel) : Randall Pearson
- Chrissy Metz (VF : Véronique Alycia) : Kate Pearson
- Justin Hartley (VF : Martial Le Minoux) : Kevin Pearson
- Susan Kelechi Watson (VF : Céline Ronté) : Beth Pearson
- Chris Sullivan (VF : Pascal Casanova) : Toby
- Jon Huertas (VF : Serge Faliu) : Miguel (épisodes 1, 2, 11, 12, 14, 15, 18)
- Alexandra Breckenridge (VF : Marie Zidi) : Sophie, amie d'enfance de Kate (épisodes 1, 2, 4, 5, 7 et 13)

Adolescents
- Hannah Zeile (VF : Lisa Caruso) : Kate Pearson
- Niles Fitch : Randall Pearson
- Logan Shroyer (VF : Gwenaël Sommier) : Kevin Pearson

Enfants
- Faithe Herman : Annie Pearson
- Eris Baker (VF : Lola Krellenstein) : Tess Pearson
- Mackenzie Hancsicsak (VF : Lisa Caruso) : Kate Pearson
- Parker Bates : Kevin Pearson

### Acteurs récurrents
- Debra Jo Rupp : Linda[1] (épisodes 3, 7, 10 et 17)
- Lyric Ross : Déjà (9 épisodes)
- Lonnie Chavis : Randall Pearson

### Invités
- Ron Howard : lui-même (épisodes 1, 3 et 16)
- Sylvester Stallone : lui-même[2] (épisode 3)
- Sam Anderson : juge Walter Crowder[3] (épisode 7)
- Lena Waithe : animal shelter worker[4] (épisode 13)

## Épisodes

### Épisode 1:Conseils de père
- États-Unis /  Canada : 26 septembre 2017 sur NBC[5] / CTV
- France :
  - 1er octobre 2017 sur Canal+ Séries[6] (en VOSTFr)
  - 26 juillet 2018 sur Canal+[7] (en VF)
  - 2 janvier 2019 sur 6ter
  - 28 mai 2020 sur M6
- Québec :
  - 9 juin 2018 sur ICI ARTV[8]
  - 9 février 2019 sur ICI Radio-Canada Télé[9]
- Suisse : 24 juin 2018 sur RTS Un
- Belgique : 30 octobre 2018 sur RTL-TVI

- États-Unis : 12,94 millions de téléspectateurs[10] (première diffusion)
- Canada : 1,621 million de téléspectateurs[11] (première diffusion + différé 7 jours)
- France : 1,33 million de téléspectateurs (5,6 %)[12]

### Épisode 2:Pour ton bien
- États-Unis /  Canada : 3 octobre 2017 sur NBC / CTV
- France :
  - 8 octobre 2017 sur Canal+ Séries (en VOSTFr)
  - 26 juillet 2018 sur Canal+ (en VF)
  - 2 janvier 2019 sur 6ter
  - 28 mai 2020 sur M6
- Québec : 9 juin 2018 sur ARTV
- Suisse : 24 juin 2018 sur RTS Un
- Belgique : 30 octobre 2018 sur RTL-TVI

- États-Unis : 11,06 millions de téléspectateurs[13] (première diffusion)
- Canada : 1,59 million de téléspectateurs[14] (première diffusion + différé 7 jours)
- France : 1,2 million de téléspectateurs (5,4 %)[12]

### Épisode 3:Déjà Vu
- États-Unis /  Canada : 10 octobre 2017 sur NBC / CTV
- France :
  - 15 octobre 2017 sur Canal+ Séries (en VOSTFr)
  - 26 juillet 2018 sur Canal+
  - 2 janvier 2019 sur 6ter
  - 28 mai 2020 sur M6
- Québec : 16 juin 2018 sur ARTV
- Suisse : 1er juillet 2018 sur RTS Un
- Belgique : 6 novembre 2018 sur RTL-TVI

- États-Unis : 11,02 millions de téléspectateurs[15] (première diffusion)
- Canada : 1,52 million de téléspectateurs[16] (première diffusion + différé 7 jours)
- France : 980 000 téléspectateurs (6,4 %)[12]

### Épisode 4:Sans répit
- États-Unis /  Canada : 17 octobre 2017 sur NBC / CTV
- France :
  - 22 octobre 2017 sur Canal+ Séries (en VOSTFr)
  - 2 août 2018 sur Canal+
  - 9 janvier 2019 sur 6ter
  - 28 mai 2020 sur M6
- Québec : 16 juin 2018 sur ARTV
- Suisse : 1er juillet 2018 sur RTS Un
- Belgique : 6 novembre 2018 sur RTL-TVI

- États-Unis : 10,60 millions de téléspectateurs[17] (première diffusion)
- Canada : 1,267 million de téléspectateurs[18] (première diffusion + différé 7 jours)
- France : 747 000 téléspectateurs (7,7 %)[12]

### Épisode 5:Liens fraternels
- États-Unis /  Canada : 24 octobre 2017 sur NBC / CTV
- France :
  - 29 octobre 2017 sur Canal+ Séries (en VOSTFr)
  - 2 août 2018 sur Canal+
  - 9 janvier 2019 sur 6ter
  - 4 juin 2020 sur M6
- Québec : 23 juin 2018 sur ARTV
- Suisse : 8 juillet 2018 sur RTS Un
- Belgique : 13 novembre 2018 sur RTL-TVI

- États-Unis : 10,60 millions de téléspectateurs[19] (première diffusion)
- Canada : 1,472 million de téléspectateurs[20] (première diffusion + différé 7 jours)
- France : 1,5 million de téléspectateurs (6,1 %)[21]

### Épisode 6:Débuts difficiles
- États-Unis /  Canada : 31 octobre 2017 sur NBC / CTV
- France :
  - 5 novembre 2017 sur Canal+ Séries (en VOSTFr)
  - 2 août 2018 sur Canal+
  - 9 janvier 2019 sur 6ter
  - 4 juin 2020 sur M6
- Québec : 23 juin 2018 sur ARTV
- Suisse : 8 juillet 2018 sur RTS Un
- Belgique : 13 novembre 2018 sur RTL-TVI

- États-Unis : 8,43 millions de téléspectateurs[22] (première diffusion)
- Canada : 1,283 million de téléspectateurs[23] (première diffusion + différé 7 jours)
- France : 1,23 million de téléspectateurs (5,3 %)[21]

### Épisode 7:Réalité décevante
- États-Unis /  Canada : 7 novembre 2017 sur NBC / CTV
- France :
  - 12 novembre 2017 sur Canal+ Séries (en VOSTFr)
  - 9 août 2018 sur Canal+
  - 16 janvier 2019 sur 6ter
  - 4 juin 2020 sur M6
- Québec : 30 juin 2018 sur ARTV
- Suisse : 15 juillet 2018 sur RTS Un
- Belgique : 20 novembre 2018 sur RTL-TVI

- États-Unis : 9,89 millions de téléspectateurs[24] (première diffusion)
- Canada : 1,326 million de téléspectateurs[25] (première diffusion + différé 7 jours)

### Épisode 8:Numéro un
- États-Unis /  Canada : 14 novembre 2017 sur NBC / CTV
- France :
  - 19 novembre 2017 sur Canal+ Séries (en VOSTFr)
  - 9 août 2018 sur Canal+
  - 16 janvier 2019 sur 6ter
  - 4 juin 2020 sur M6
- Québec : 30 juin 2018 sur ARTV
- Suisse : 15 juillet 2018 sur RTS Un
- Belgique : 20 novembre 2018 sur RTL-TVI

- États-Unis : 10,05 millions de téléspectateurs[26] (première diffusion)
- Canada : 1,385 million de téléspectateurs[27] (première diffusion + différé 7 jours)

### Épisode 9:Numéro deux
- États-Unis /  Canada : 21 novembre 2017 sur NBC / CTV
- France :
  - 26 novembre 2017 sur Canal+ Séries (en VOSTFr)
  - 9 août 2018 sur Canal+
  - 16 janvier 2019 sur 6ter
  - 11 juin 2020 sur M6
- Québec : 7 juillet 2018 sur ARTV
- Suisse : 22 juillet 2018 sur RTS Un
- Belgique : 20 novembre 2018 sur RTL-TVI

- États-Unis : 9,34 millions de téléspectateurs[28] (première diffusion)
- Canada : 1,386 million de téléspectateurs[29] (première diffusion + différé 7 jours)
- France : 1,5 million de téléspectateurs (6,0 %)[30]

### Épisode 10:Numéro trois
- États-Unis /  Canada : 28 novembre 2017 sur NBC / CTV
- France :
  - 3 décembre 2017 sur Canal+ Séries (en VOSTFr)
  - 16 août 2018 sur Canal+
  - 23 janvier 2019 sur 6ter
  - 11 juin 2020 sur M6
- Québec : 7 juillet 2018 sur ARTV
- Suisse : 22 juillet 2018 sur RTS Un
- Belgique : 27 novembre 2018 sur RTL-TVI

- États-Unis : 10,94 millions de téléspectateurs[31] (première diffusion)
- Canada : 1,386 million de téléspectateurs[32] (première diffusion + différé 7 jours)
- France : 1,38 million de téléspectateurs (6,0 %)[30]

### Épisode 11: Thérapie familiale
- États-Unis /  Canada : 9 janvier 2018 sur NBC[33] / CTV
- France :
  - 12 janvier 2018 sur Canal+ Séries (en VOSTFr)
  - 16 août 2018 sur Canal+
  - 23 janvier 2019 sur 6ter
  - 11 juin 2020 sur M6
- Québec : 14 juillet 2018 sur ARTV
- Suisse : 29 juillet 2018 sur RTS Un
- Belgique : 27 novembre 2018 sur RTL-TVI

- États-Unis : 9,65 millions de téléspectateurs[34] (première diffusion)
- Canada : 1,643 million de téléspectateurs[35] (première diffusion + différé 7 jours)

### Épisode 12:Clooney
- États-Unis /  Canada : 16 janvier 2018 sur NBC / CTV
- France :
  - 19 janvier 2018 sur Canal+ Séries (en VOSTFr)
  - 16 août 2018 sur Canal+
  - 23 janvier 2019 sur 6ter
  - 11 juin 2020 sur M6
- Québec : 14 juillet 2018 sur ARTV
- Suisse : 29 juillet 2018 sur RTS Un
- Belgique : 27 novembre 2018 sur RTL-TVI

- États-Unis : 9,82 millions de téléspectateurs[36] (première diffusion)
- Canada : 1,563 million de téléspectateurs[37] (première diffusion + différé 7 jours)

### Épisode 13:Jour J
- États-Unis /  Canada : 23 janvier 2018 sur NBC / CTV
- France :
  - 26 janvier 2018 sur Canal+ Séries (en VOSTFr)
  - 23 août 2018 sur Canal+
  - 30 janvier 2019 sur 6ter
  - 18 juin 2020 sur M6
- Québec : 21 juillet 2018 sur ARTV
- Suisse : 4 août 2018 sur RTS Un
- Belgique : 4 décembre 2018 sur RTL-TVI

- États-Unis : 9,37 millions de téléspectateurs[38] (première diffusion)
- Canada : 1,562 million de téléspectateurs[39] (première diffusion + différé 7 jours)
- France : 1,45 million de téléspectateurs (6,2 %)[40]

### Épisode 14:Soirée du Super Bowl
- États-Unis /  Canada : 4 février 2018 sur NBC / CTV
- France :
  - 11 février 2018 sur Canal+ Séries (en VOSTFr)
  - 23 août 2018 sur Canal+
  - 30 janvier 2019 sur 6ter
  - 18 juin 2020 sur M6
- Québec : 21 juillet 2018 sur ARTV
- Suisse : 5 août 2018 sur RTS Un
- Belgique : 4 décembre 2018 sur RTL-TVI

- États-Unis : 26,97 millions de téléspectateurs[41] (première diffusion)
- Canada : 1,947 million de téléspectateurs[42] (première diffusion + différé 7 jours)
- France : 1,31 million de téléspectateurs (6,1 %)[40]

### Épisode 15:En voiture
- États-Unis /  Canada : 6 février 2018 sur NBC / CTV
- France :
  - 11 février 2018 sur Canal+ Séries (en VOSTFr)
  - 30 août 2018 sur Canal+
  - 30 janvier 2019 sur 6ter
  - 18 juin 2020 sur M6
- Québec : 28 juillet 2018 sur ARTV
- Suisse : 11 août 2018 sur RTS Un
- Belgique : 4 décembre 2018 sur RTL-TVI

- États-Unis : 10,13 millions de téléspectateurs[43] (première diffusion)
- Canada : 1,71 million de téléspectateurs[44] (première diffusion + différé 7 jours)
- France : 926 000 téléspectateurs (8,7 %)[45]

### Épisode 16:Vegas, Baby
- États-Unis /  Canada : 27 février 2018 sur NBC / CTV
- France :
  - 4 mars 2018 sur Canal+ Séries (en VOSTFr)
  - 30 août 2018 sur Canal+
  - 6 février 2019 sur 6ter
  - 18 juin 2020 sur M6
- Québec : 28 juillet 2018 sur ARTV
- Suisse : 12 août 2018 sur RTS Un
- Belgique : 11 décembre 2018 sur RTL-TVI

- États-Unis : 9,74 millions de téléspectateurs[46] (première diffusion)
- Canada : 1,565 million de téléspectateurs[47] (première diffusion + différé 7 jours)
- France : 926 000 téléspectateurs (8,7 %)[45]

### Épisode 17:C'est la vie
- États-Unis /  Canada : 6 mars 2018 sur NBC / CTV
- France :
  - 11 mars 2018 sur Canal+ Séries (en VOSTFr)
  - 6 septembre 2018 sur Canal+
  - 6 février 2019 sur 6ter
  - 25 juin 2020 sur M6
- Québec : 4 août 2018 sur ARTV
- Suisse : 18 août 2018 sur RTS Un
- Belgique : 11 décembre 2018 sur RTL-TVI

- États-Unis : 8,90 millions de téléspectateurs[48] (première diffusion)
- Canada : 1,557 million de téléspectateurs[49] (première diffusion + différé 7 jours)
- France : 1,11 million de téléspectateurs (5,2 %)[50]

### Épisode 18:Le Mariage
- États-Unis /  Canada : 13 mars 2018 sur NBC / CTV
- France :
  - 18 mars 2018 sur Canal+ Séries (en VOSTFr)
  - 6 septembre 2018 sur Canal+
  - 6 février 2019 sur 6ter
  - 25 juin 2020 sur M6
- Québec : 4 août 2018 sur ARTV
- Suisse : 19 août 2018 sur RTS Un
- Belgique : 11 décembre 2018 sur RTL-TVI

- États-Unis : 10,94 millions de téléspectateurs[51] (première diffusion)
- Canada : 1,632 million de téléspectateurs[52] (première diffusion + différé 7 jours)
- France : 1,08 million de téléspectateurs (5,6 %)[50]

## Audiences aux Etats-Unis
| N° d'épisode | Titre original                    | Titre français       | Chaîne | Date de diffusion originale | Audience (en millions de téléspectateurs) | Pdm sur les 18-49 ans |
| ------------ | --------------------------------- | -------------------- | ------ | --------------------------- | ----------------------------------------- | --------------------- |
| 1            | A Father's Advice                 | Conseils de père     | NBC    | 26 septembre 2017           | 12.94                                     | 3.9                   |
| 2            | A Manny-Splendored Thing          | Pour ton bien        | NBC    | 3 octobre 2017              | 11.06                                     | 3.1                   |
| 3            | Déjà Vu                           | Déjà Vu              | NBC    | 10 octobre 2017             | 11.02                                     | 2.8                   |
| 4            | Still There                       | Sans répit           | NBC    | 17 octobre 2017             | 10.65                                     | 2.9                   |
| 5            | Brothers                          | Liens fraternels     | NBC    | 24 octobre 2017             | 10.60                                     | 2.8                   |
| 6            | The 20's                          | Débuts difficiles    | NBC    | 31 octobre 2017             | 8.43                                      | 2.0                   |
| 7            | The Most Disappointed Man         | Réalité décevante    | NBC    | 7 novembre 2017             | 9.89                                      | 2.5                   |
| 8            | Number One                        | Numéro 1             | NBC    | 14 novembre 2017            | 10.05                                     | 2.6                   |
| 9            | Number Two                        | Numéro 2             | NBC    | 21 novembre 2017            | 9.34                                      | 2.5                   |
| 10           | Number Three                      | Numéro 3             | NBC    | 28 novembre 2017            | 10.94                                     | 2.8                   |
| 11           | The Fifth Wheel                   | Thérapie familiale   | NBC    | 9 janvier 2018              | 9.65                                      | 2.7                   |
| 12           | Clooney                           | Clooney              | NBC    | 16 janvier 2018             | 9.82                                      | 2.5                   |
| 13           | That'll Be the Day                | Jour J               | NBC    | 23 janvier 2018             | 9.37                                      | 2.5                   |
| 14           | Super Bowl Sunday                 | Soirée du Super Bowl | NBC    | 4 février 2018              | 26.97                                     | 9.3                   |
| 15           | The Car                           | En voiture           | NBC    | 6 février 2018              | 10.13                                     | 2.7                   |
| 16           | Vegas, Baby                       | Vegas Baby           | NBC    | 27 février 2018             | 9.74                                      | 2.5                   |
| 17           | This Big, Amazing, Beautiful Life | C'est la vie         | NBC    | 6 mars 2018                 | 8.90                                      | 2.3                   |
| 18           | The Wedding                       | Le mariage           | NBC    | 13 mars 2018                | 10.94                                     | 2.8                   |